# Antoni Zajkowski
Antoni Zajkowski (Maleczewo, 5 de agosto de 1948) es un deportista polaco que compitió en judo.
Participó en los Juegos Olímpicos de Múnich 1972, obteniendo una medalla de plata en la categoría de –70 kg. Ganó una medalla de bronce en el Campeonato Mundial de Judo de 1971, y dos medallas de plata en el Campeonato Europeo de Judo en los años 1969 y 1971.

## Palmarés internacional
| Juegos Olímpicos   | Juegos Olímpicos    | Juegos Olímpicos  | Juegos Olímpicos |
| Año                | Lugar               | Medalla           | Categoría        |
| ------------------ | ------------------- | ----------------- | ---------------- |
| 1972               | Múnich (RFA)        | Medalla de plata  | –70 kg           |
| Campeonato Mundial |                     |                   |                  |
| Año                | Lugar               | Medalla           | Categoría        |
| 1971               | Ludwigshafen (RFA)  | Medalla de bronce | –70 kg           |
| Campeonato Europeo |                     |                   |                  |
| Año                | Lugar               | Medalla           | Categoría        |
| 1969               | Ostende (Bélgica)   | Medalla de plata  | –70 kg           |
| 1971               | Gotemburgo (Suecia) | Medalla de plata  | –70 kg           |